# Шаффрат, Михаэла
Михаэла Шаффрат (нем. Michaela Schaffrath, род. 6 декабря 1970 года в Эшвайлере, ФРГ как Michaela Jänke) — немецкая актриса, которая стала известна в Германии как порноактриса под псевдонимом Gina Wild.

## Биография
Михаэла Шаффрат родилась в семье каменщика и домохозяйки в г. Эшвайлер, ФРГ. После школы она работала медсестрой для нетрудоспособных детей в течение почти 10 лет.
7 октября 1994, Михаэла вышла замуж за Акселя Шаффрата (нем. Axel Schaffrath).
В 1999 известный европейский порнорежиссёр Гарри Морган заметил любительский порнофильм с Михаэлой и её мужем. Впоследствии Морган нанимал Шаффрат как профессиональную порноактрису и снял восемь фильмов с её участием под псевдонимом Gina Wild.
В 2000 Шаффрат решила прекратить сниматься в порно и попробовать себя в роли актрисы кино. С тех пор с переменным успехом она снимается в немецких фильмах, телевизионных сериалах и различных ТВ-шоу.
В 2003 после того, как один из клиентов узнал её, она подтвердила, что бывает во франкфуртском борделе, сказав, однако, что делает это не ради денег, а ради удовлетворения своего сексуального аппетита.
1 февраля 2005 года она объявила о разводе с Акселем, официально состоявшемся в том же году 22 декабря.
После окончания порнокарьеры Михаэла Шаффрат стала актрисой театра. В 2012 году она работала в Theater am Dom в Кёльне, играла в одном из спектаклей, её также приглашают на съёмки в телесериалы.

## Премии и номинации
- 1999: Venus Award: Лучший дебют
- 2000: Venus Award: Лучшая исполнительница

## Работы
- 2001: публикует автобиографию под названием «Ich, Gina Wild». ISBN 3453879414.
- 2003: публикует аудиозапись под тем же названием, ISBN 3000122230.

## Фильмография

### Порнофильмы
- 1999 — Amateure zum ersten Mal gefilmt 2 (не под псевдонимом Gina Wild)
- 1999 — Bizarre Nachbarn 1 (не под псевдонимом Gina Wild)
- 1999 — Bizarre Nachbarn 4 (не под псевдонимом Gina Wild)
- 1999 — Maximum Perversum — Junge Fotzen, hart gedehnt
- 1999 — Joker 1: Die Sperma-Klinik
- 1999 — Xmania 4
- 1999 — Gina Wild — Jetzt wird es schmutzig
- 1999 — Gina Wild — Jetzt wird es schmutzig 2 — Ich will kommen
- 1999 — Gina Wild — Jetzt wird es schmutzig 3 — Orgasmus pur
- 1999 — Gina Wild — Jetzt wird es schmutzig 4 — Durchgefickt
- 2000 — Der tote Taucher im Wald
- 2000 — The very Best of Gina Wild
- 2000 — Teeny Exzesse 59: Kerle, Fötzchen, Sensationen. Jahrmarkt der Perversionen
- 2000 — Gina Wild — Jetzt wird es schmutzig 5 — Ich will euch alle
- 2001 — Joker: In der Hitze der Nacht
- 2001 — Gina Wild — Jetzt wird es schmutzig 6 — Im Rausch des Orgasmus
- 2001 — Sperling und der stumme Schrei
- 2001 — Geliebte Diebin
- 2001 — Tatort — Der dunkle Fleck
- 2001 — Nick Knatterton — Der Film (wurde bisher noch nicht veröffentlicht)
- 2001 — Nachtreise
- 2001 — Gina Wild — 150 Minuten Special
- 2001 — Gina Wild — 150 Minuten Special 2

### Кинематограф
- 2001 — Дежа Вю / Déjà vu
- 2003 — Der Tag der Befreiung
- 2003 — Секс-коктейль / Sex Up — Jungs haben’s auch nicht leicht
- 2003 — Taff
- 2004 — Янтарный амулет / Wahre Liebe
- 2004 — Crazy Race 2 — Warum die Mauer wirklich fiel
- 2004 — Schöne Männer hat man nie für sich allein
- 2006 — Ошибка специалиста / Kunstfehler
- 2007 — Кленовая аллея / Ahornallee, под псевдонимом Anke Dauner (RTL)